# Autobusna linija br. 207 u Zagrebu
Linija 207 (Kvaternikov trg – Rim – Kvaternikov trg) dnevna je autobusna linija u Zagrebu.
Kao kružna linija svaki dan prometuje na trasi: Kvaternikov trg → Domjanićeva ulica → Srebrnjak → Bijenička cesta → Veliki dol → Rim → Gorice → Veliki dol → Bijenička cesta → Srebrnjak → Domjanićeva ulica → Kvaternikov trg
Povezuje Rim iznad Kozjaka i Srebrnjak s Kvaternikovim trgom gdje se ostvaruje presjedanje na tramvaj.

## Povijest
Linija 207 je uvedena 7. rujna 2009. na relaciji Srebrnjak – Rim – Srebrnjak.

## Vanjske poveznice
- Vozni red linije 207